# 绍泽迪切萨纳
绍泽迪切萨纳（義大利語：Sauze di Cesana），是意大利都灵省的一个市镇。总面积77平方公里，人口250人，人口密度3.2人/平方公里（2009年）。ISTAT代码为001258。